# Francis Kamujanduzi Butagira

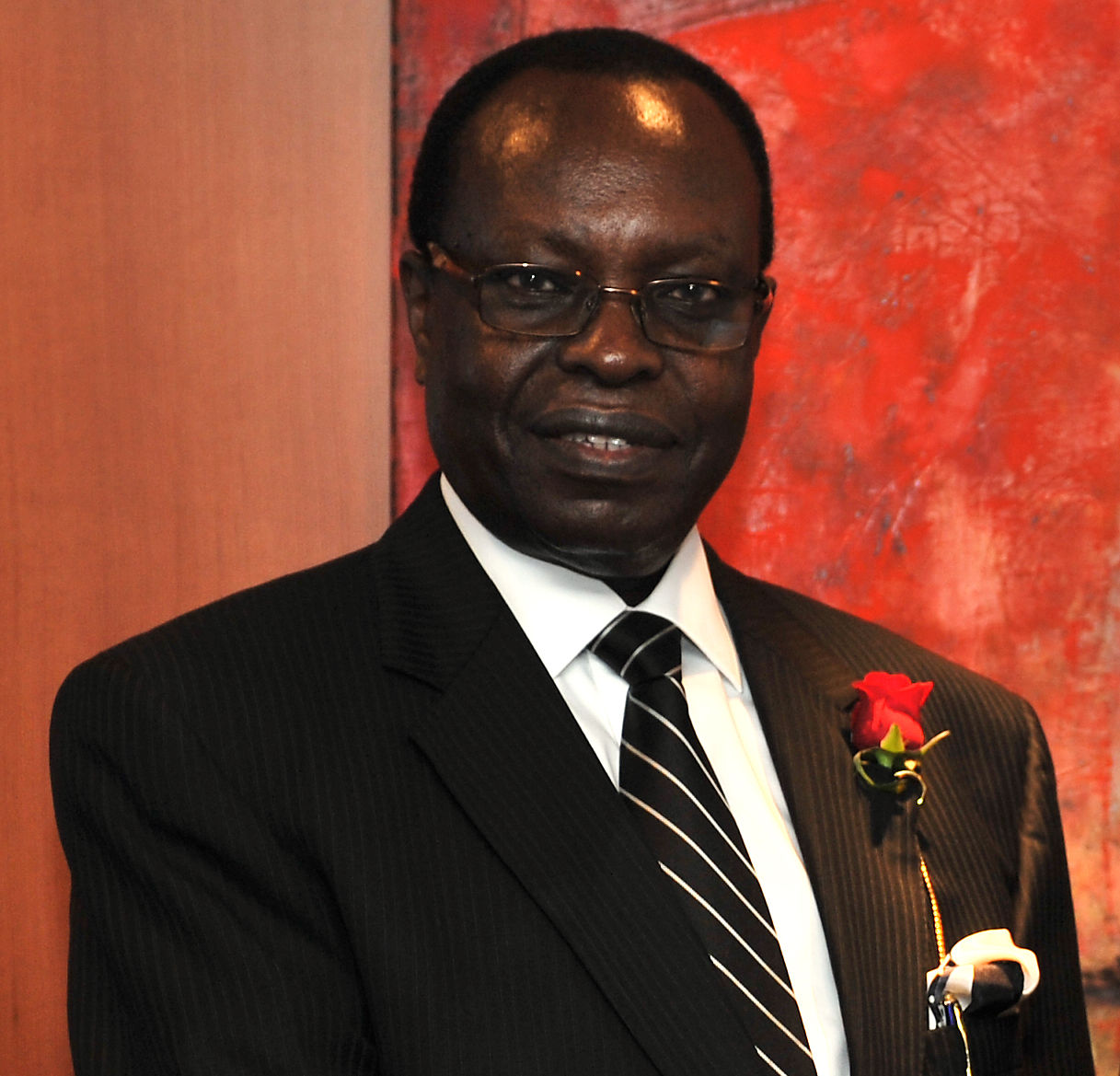
Francis Kamujanduzi Butagira, 2014

Francis Kamujanduzi Butagira (* 22. November 1942 in Bugamba, Distrikt Mbarara) ist ein ugandischer Richter, Politiker und Diplomat.

## Leben
Er besuchte zunächst die Ntare School in Mbarara und studierte Rechtswissenschaften an der Universität von Daressalam in Tansania sowie an der SOAS University of London im Vereinigten Königreich. Später machte er einen Masterabschluss in Rechtswissenschaften in Harvard.
1967 wurde er Staatsanwalt im ugandischen Justizministerium. Im Jahr 1968 wirkte er als Dozent für Rechtswissenschaften an der Nsamizi Law School und leitete 1969 und 1970 die Rechtsabteilung des Law Development Center. Butagira war 1973 Richter am Gericht von Buganda Road und 1974 Oberster Richter (Chief magistrate) in Mbarara. Es folgte von 1974 bis 1979 ein Einsatz als Richter am High Court of Uganda.
Von 1979 bis 1980 gehörte er dem National Consultative Council, dem Übergangsparlament von Uganda, an, dessen Vorsitzender er 1980 war. Butagira wurde 1980 für den Wahlkreis Mbarara West Abgeordneter im Parlament von Uganda und war bis 1985 dessen Sprecher. In der Zeit von 1981 bis 1983 war er außerdem Präsident der Paritätischen Parlamentarischen Versammlung von EU und der Staaten Afrikas, der Karibik und des Pazifiks, der AKP-Gruppe.
Von 1989 bis 1996 zog er erneut, diesmal für den Wahlkreis Rwampara, ins Parlament ein und hatte dort das Amt als Vorsitzender des Ausschusses für Recht und Sicherheit inne.  1996 und 1997 arbeitete er in Kampala als Rechtsanwalt in der Kanzlei Kirenga and Butagira Advocates.
Ab 1998 vertrat er Uganda als Botschafter in Äthiopien und bei der Organisation für Afrikanische Einheit in Addis Abeba. Er wurde später Vertreter beim Umweltprogramm der Vereinten Nationen und dem Programm der Vereinten Nationen für menschliche Siedlungen in Nairobi und ugandischer Hochkommissar in Kenia. 1999 leitete er das ugandische Delegation bei den Verhandlungen zur Gründung der Ostafrikanischen Gemeinschaft.
Im Jahr 2000 war er als Vermittler der von der Intergovernmental Authority on Development beförderten Friedensgespräche für den Sudan tätig.
Ab Juli 2003 war er ständiger Vertreter Ugandas bei den Vereinten Nationen. Er wurde in die Vizepräsidentschaft der Generalversammlung der Vereinten Nationen gewählt und war seit dem 13. Juni 2005 Vorsitzender des Ausschusses für soziale, kulturelle, humanitäre und menschenrechtliche Angelegenheiten der Generalversammlung.
2010 übernahm er das Amt als Botschafter in Deutschland, Österreich und beim Heiligen Stuhl.
Im Oktober 2015 wurde er Vorsitzender des Uganda Registration Services Bureaus (URSB).

## Familie und Persönliches
Er ist verheiratet und Vater von sieben Kindern.